# Resolutie 583 Veiligheidsraad Verenigde Naties
Resolutie 583 van de Veiligheidsraad van de Verenigde Naties werd op 18 april 1983 aangenomen met unanimiteit van stemmen.

## Achtergrond
Na de Israëlische inval in Zuid-Libanon eind jaren 1970 stationeerden de Verenigde Naties de tijdelijke VN-macht UNIFIL in de streek. Die moest er de vrede handhaven totdat de Libanese overheid haar gezag opnieuw kon doen gelden. In 1982 viel Israël na herhaaldelijke aanvallen Libanon opnieuw binnen voor een oorlog met de Palestijnse PLO.

## Inhoud
De Veiligheidsraad:
- Herinnert aan de resoluties 425, 426, 501, 508, 509 en 520.
- Heeft het rapport van de secretaris-generaal over de VN-macht in Libanon bestudeerd.
- Neemt akte van de brief van Libanon.
- Beantwoordt het verzoek van Libanon.

1. Beslist het mandaat van UNIFIL met een periode van drie maanden te verlengen tot 19 juli 1986.
2. Herhaalt zijn steun voor de territoriale integriteit, soevereiniteit en onafhankelijkheid van Libanon.
3. Benadrukt de voorwaarden van de macht en roept alle betrokken partijen op samen te werken met de macht zodat deze haar mandaat volledig kan uitvoeren.
4. Herhaalt dat de macht haar mandaat volledig moet uitvoeren.
5. Vraagt de secretaris-generaal de consultaties met de Libanese overheid en andere partijen over de uitvoering van deze resolutie voort te zetten en hierover te rapporteren.

## Verwante resoluties
- Resolutie 575 Veiligheidsraad Verenigde Naties
- Resolutie 576 Veiligheidsraad Verenigde Naties
- Resolutie 584 Veiligheidsraad Verenigde Naties
- Resolutie 586 Veiligheidsraad Verenigde Naties

Lijst ·  581 ·  582 ·  583 ·  584 ·  585 ·  586 ·  587 ·  588 ·  589 ·  590 ·  591 ·  592 ·  593